# Tarn (lago)

La acción glaciar que forma un tarn

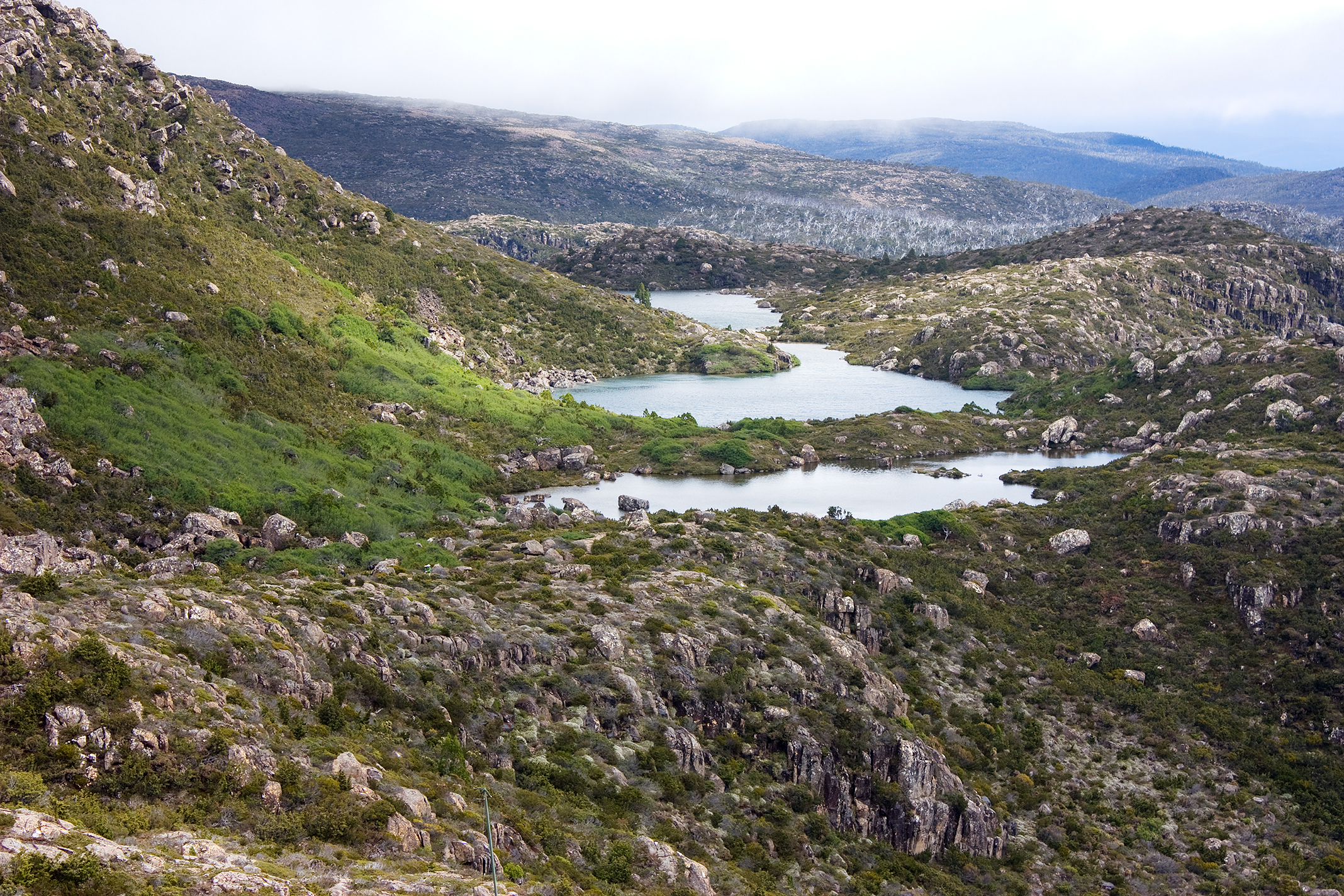
Los tarns Robert, Mackenzie y Johnston (del frente al fondo), en Tarn Shelf, en el parque nacional Mt. Field, en Tasmania, Australia. Los tarns fueron formados por la erosión glaciar.

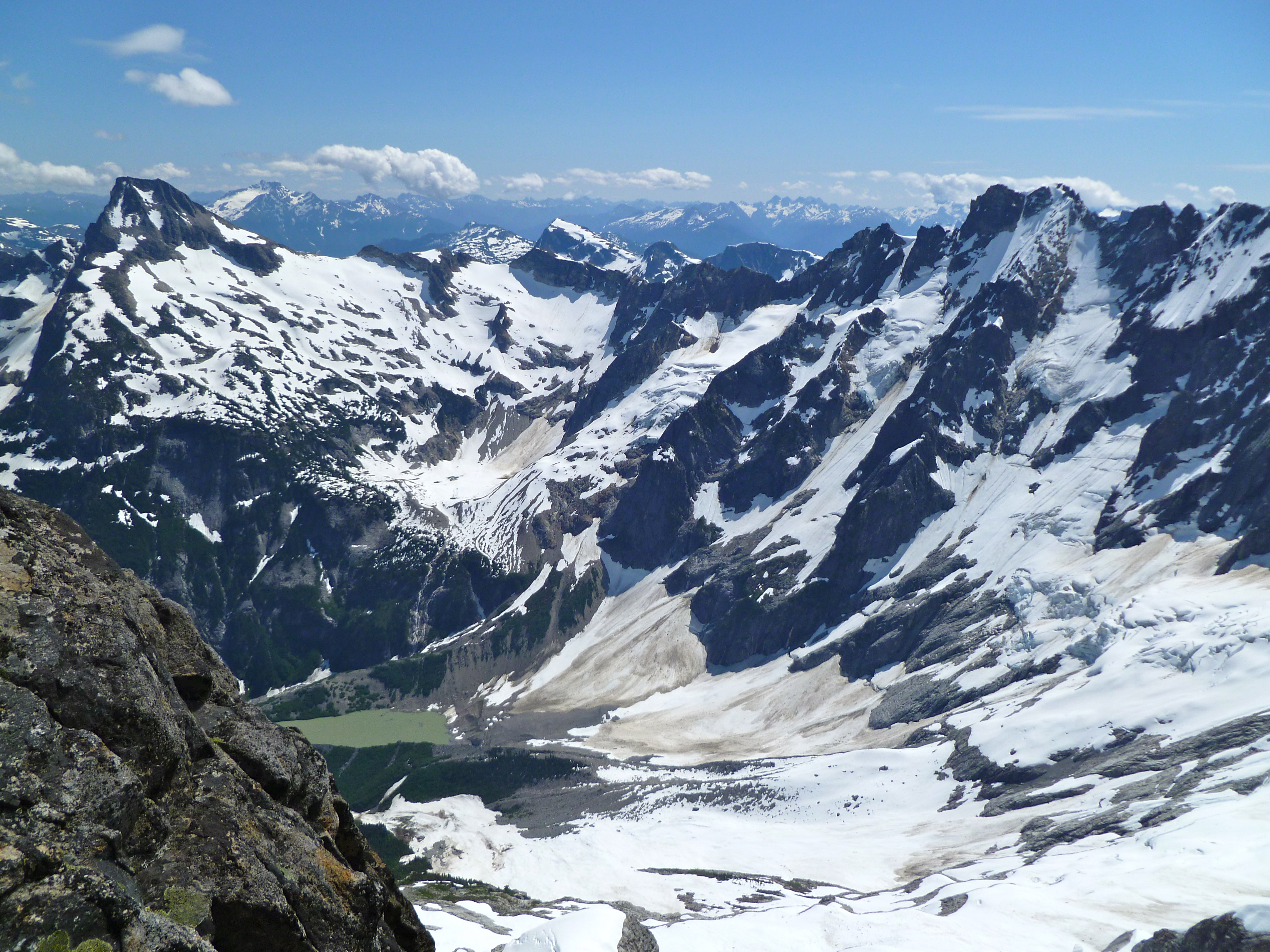
El lago Lousy (tarn) en la base del circo Luna, en el Parque nacional de las Cascadas del Norte, en la cordillera Pickett, Washington, Estados Unidos (foto de agosto de 2011)

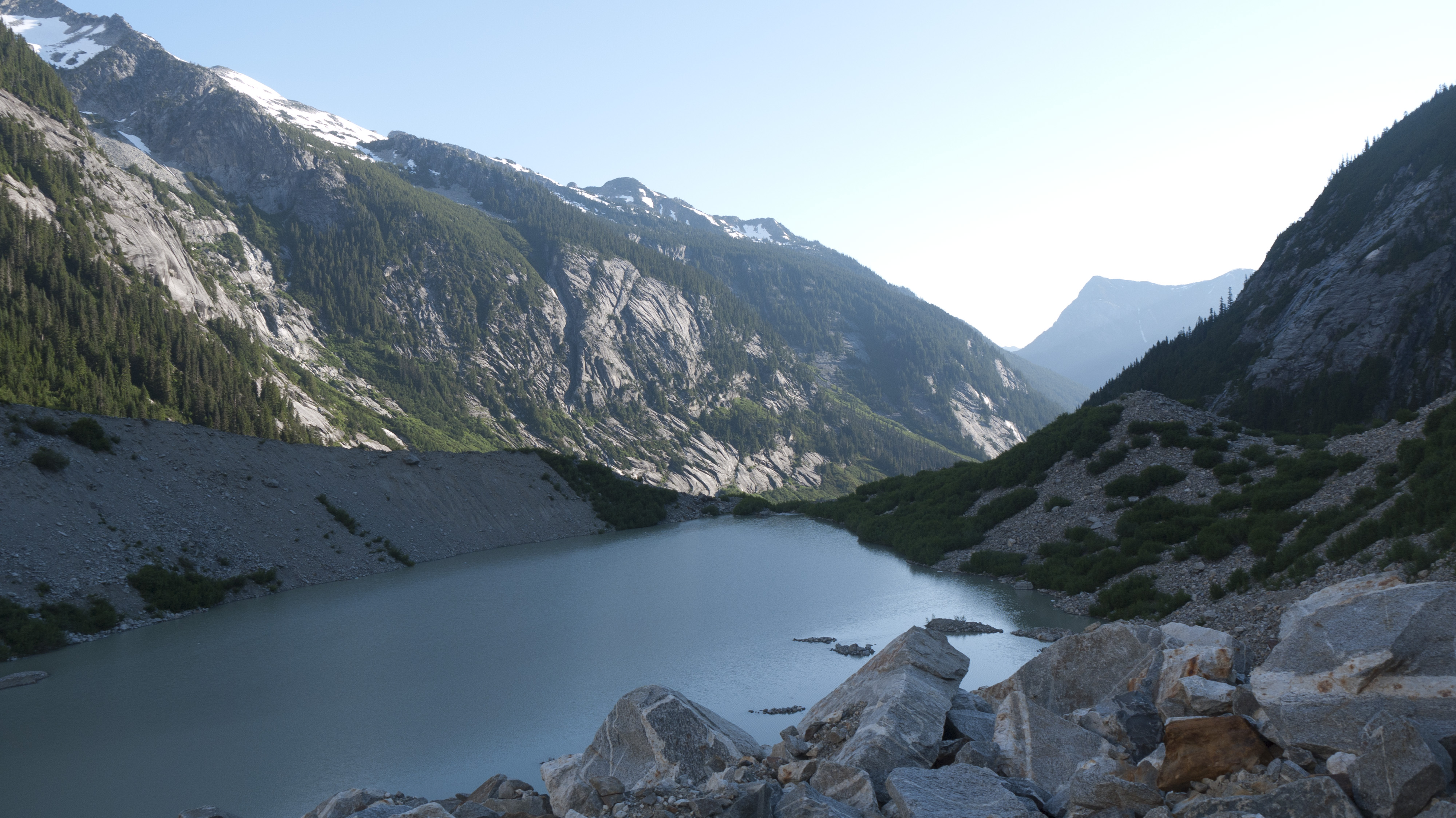
Otra vista del lago Lousy

Un tarn (o corrie loch)  es un lago de montaña o estanque, formado en un circo excavado por un glaciar. Una morrena puede formar una presa natural bajo un tarn. Un corrie también puede ser llamado un circo.
La palabra deriva del nórdico antiguo tjörn, que significa estanque. Su uso más específico, como lago de montaña, emerge cuando fue comúnmente utilizado para todos los estanques en las áreas altas del Norte de Inglaterra. Allí, mantiene un uso más amplio y se refiere a cualquier pequeño lago o estanque, independientemente de su ubicación y origen.
En las lenguas escandinavas, un tjern o tjärn, tärn o tjørn es un pequeño lago natural, a menudo en un bosque o con vegetación cercana a su alrededor o creciendo en el propio lago.

## Galería

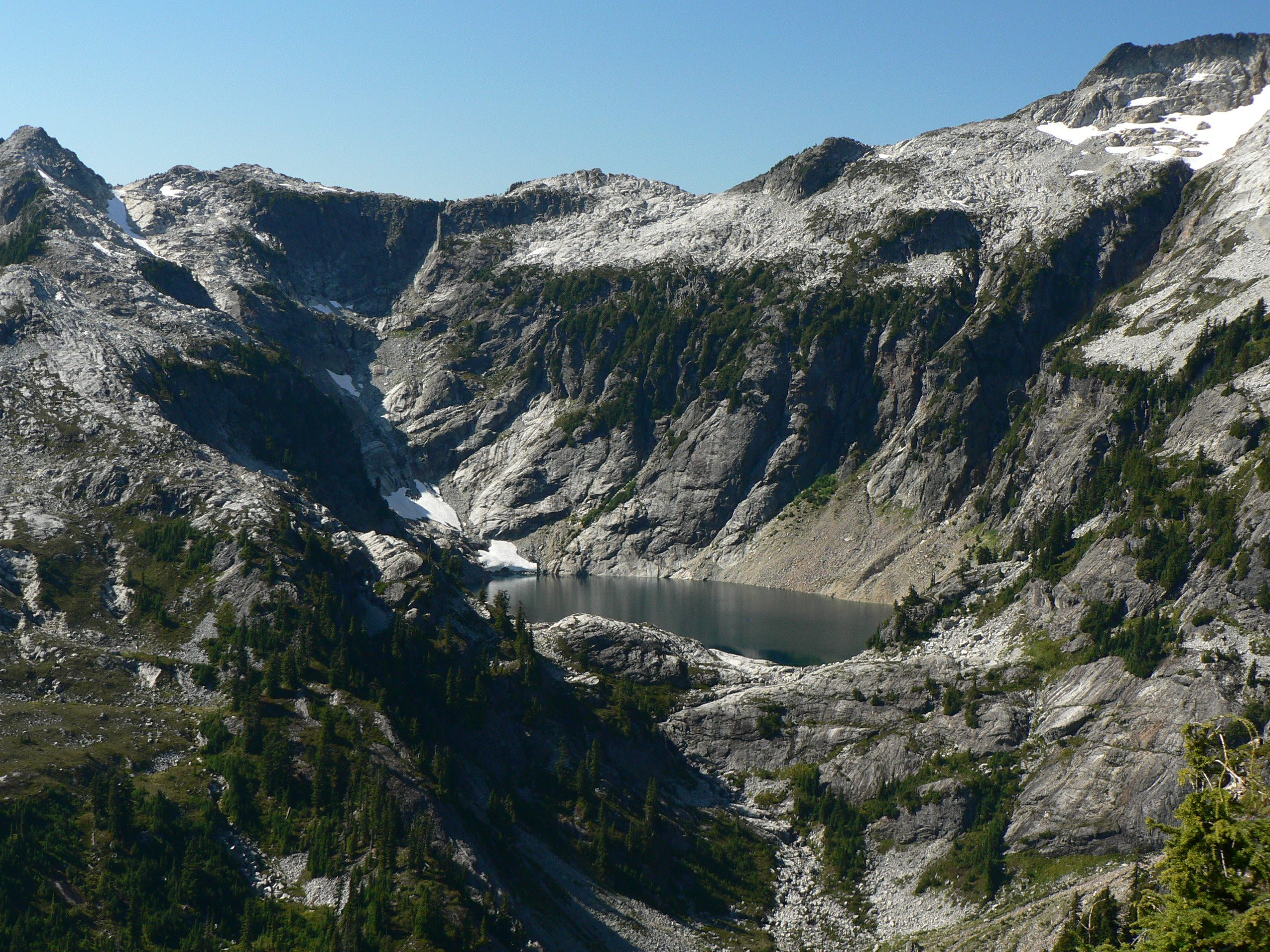
El lago Upper Thornton en el Parque nacional de las Cascadas del Norte (Estados Unidos).
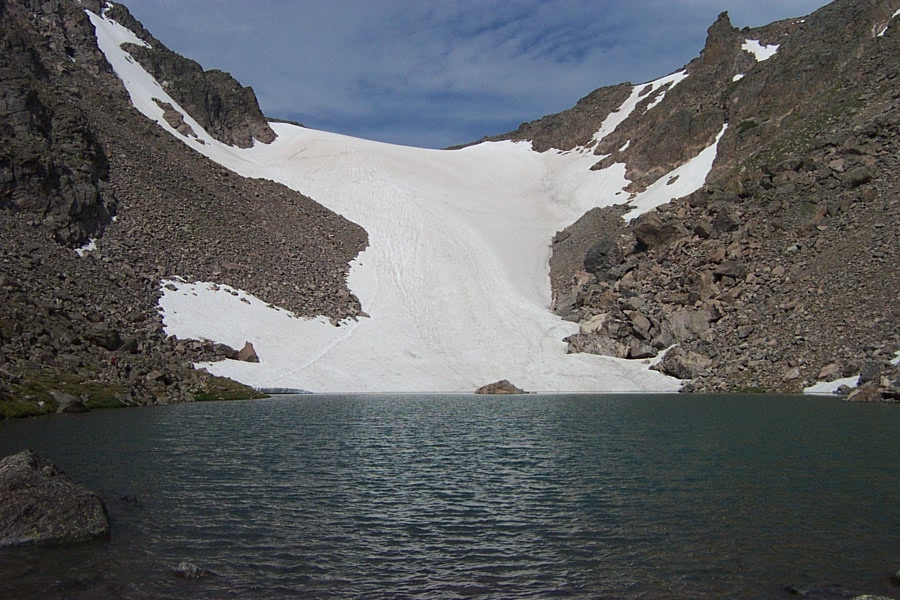
Vista de  Andrews Tarn en la base del glaciar Andrews en el Parque Nacional de las Montañas Rocosas (Estados Unidos).
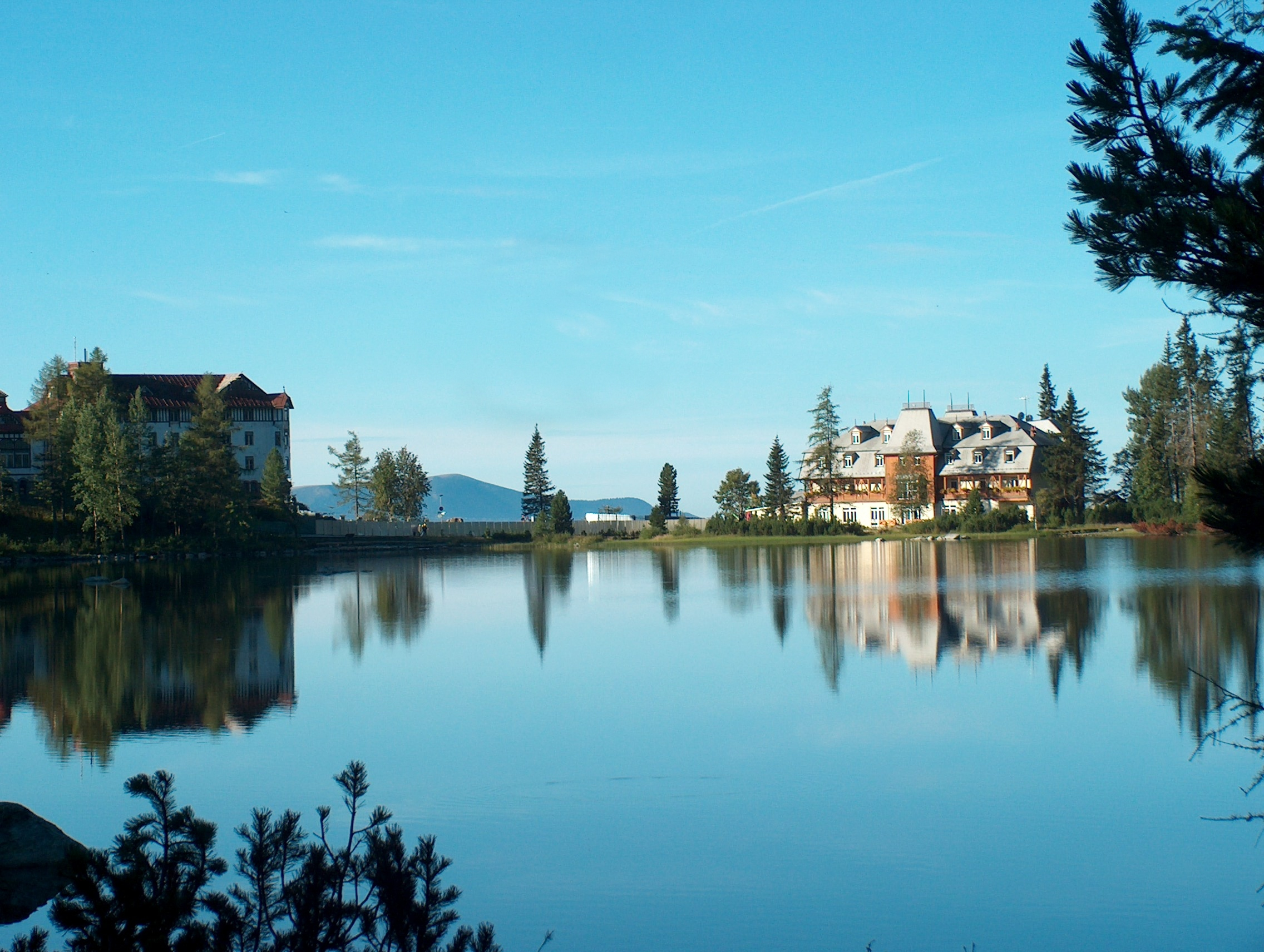
Štrbské pleso, en las montañas Altos Tatras, el tarn más famoso en Eslovaquia.
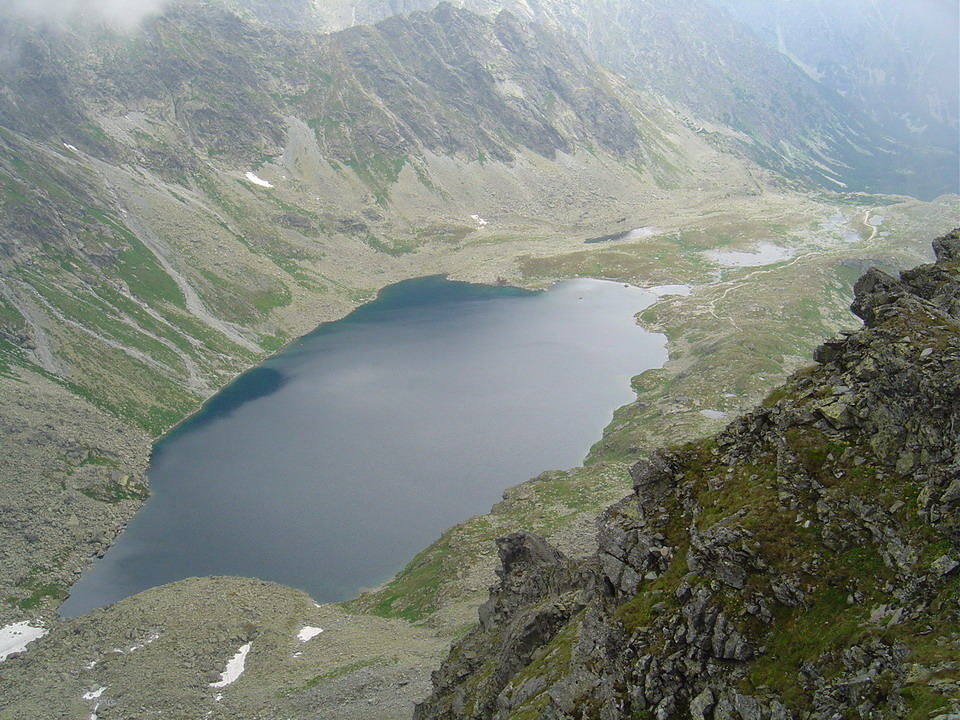
Veľké Hincovo, el tarn mayor y más profundo de Eslovaquia.
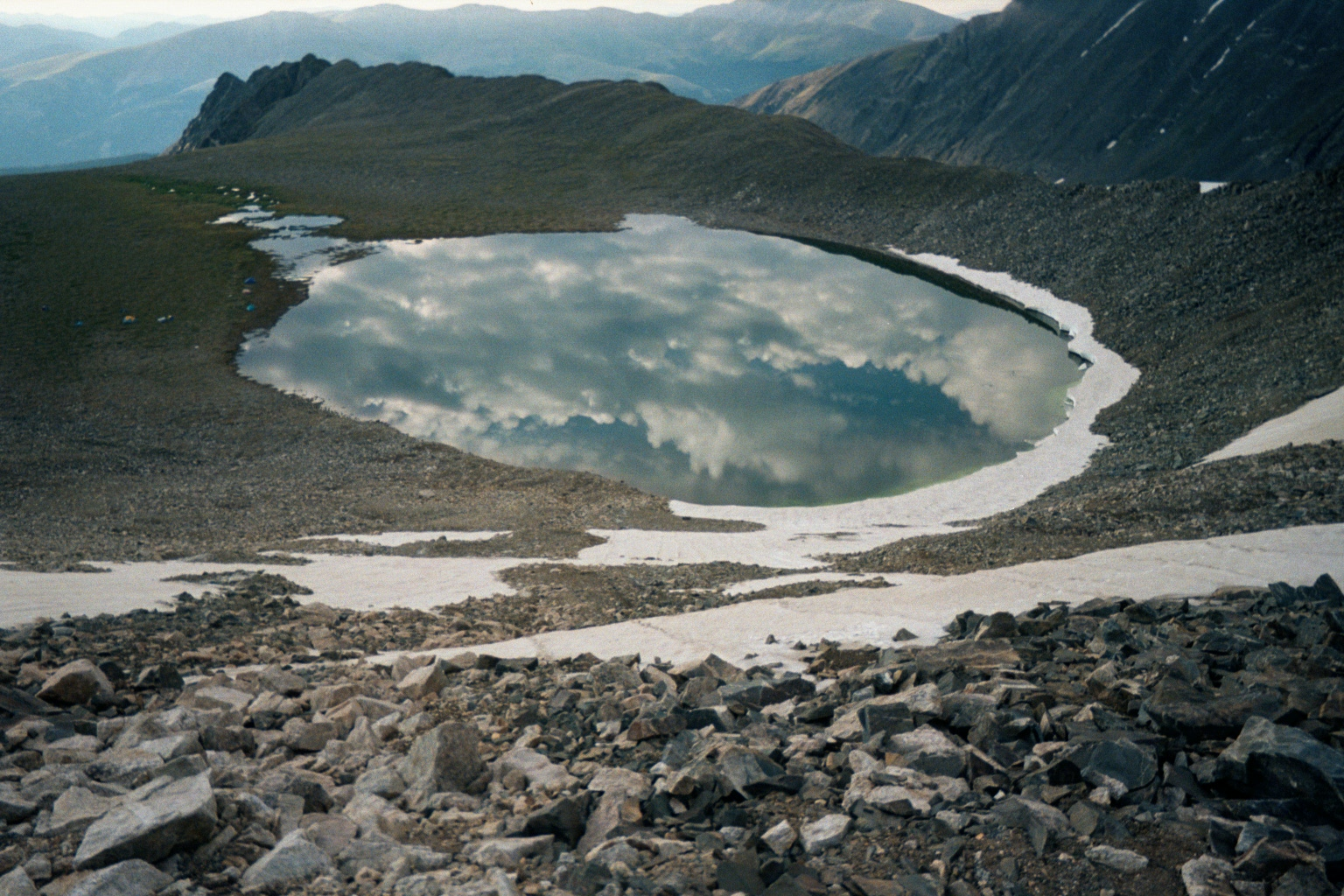
Pacific Tarn en la cordillera Tenmile cerca de Breckenridge, Colorado; es el lago más alto en los Estados Unidos (4.090 m.s.n.m.).